# Плесивил (Квебек)
Плесивил (фр. Plessisville) је град у Канади у покрајини Квебек. Према резултатима пописа 2011. у граду је живело 6.688 становника.

## Становништво
Према резултатима пописа становништва из 2011. у граду је живело 6.688 становника, што је за 0,2% више у односу на попис из 2006. када је регистровано 6.677 житеља.
| 2006. | 2011. |
| ----- | ----- |
| 6.677 | 6.688 |